# Музей Фолькванг
Музей Фолькванг (нем. Museum Folkwang) — художественный музей в немецком городе Эссене.

## Общие сведения
Музей Фольксванг был основан в 1902 году в городе Хагене известным немецким меценатом Карлом Эрнстом Остхаузом и в течение длительного времени специализировался на предметах искусства стиля модерн. После смерти Остхауза, в 1921 году музейное собрание было продано в Эссен, где его приобрело Общество музея Фольксванг. С этого момента музей обосновался на новом месте. В коллекцию входят произведения живописи и скульптуры, относящиеся к таким различным художественным течениям, как классицизм, импрессионизм, дадаизм, экспрессионизм, сюрреализм, абстракционизм и другие направления современного искусства. В его коллекцию также входят собрания графики, фотографии и произведений прикладного искусства. В годы правления Германией национал-социалистами музей Фолькванг потерял около 1.400 своих экспонатов, объявленных нацистами относящимися к дегенеративному искусству. В 1942 году оставшиеся в музее произведения искусства были вывезены и укрыты от бомбёжек. 11 марта 1945 года, при налёте английской авиации здание музея было полностью разрушено.
После окончания Второй мировой войны утерянные экспонаты были частично выкуплены у новых владельцев, частично заменены новыми приобретениями. В настоящее время собрание музея охватывает около 600 полотен, 280 скульптур, около 12.000 графических работ, более 50.000 фотографий и предметов прикладного искусства, созданных как в далёком прошлом, так и в XIX—XXI столетиях. Наиболее полно представлены произведения немецкого — Либерман, Фридрих, Карус, Шпицвег, Менцель, Рихтер, Кирхнер, Рольфс, Мюллер, Хеккель, Нольде, Эрнст, Бекман, Баумейстер, Модерсон-Беккер, Марк, Макке и др., а также французского искусства — работы Пикассо, Моне, Гогена, Матисса, Ван Гога, Ренуара, Сезанна, Шагала, Дени, Синьяка, Делоне, Дали и других мастеров. Из современных художников следует отметить полотна Барнетта Ньюмана, Джексона Поллока, Фрэнка Стеллы, Луцио Фонтана и др. В отделении скульптуры выделяются работы Родена, Лембрука, Минне, Архипенко, Беллинга. Собрание предметов прикладного искусства известно своей великолепной коллекцией экспонатов из Древнего Египта.
Любопытно, что из всех организованных музеем Фолькванг выставок из собраний других музеев и хранилищ художественных ценностей наиболее посещаемой оказалась экспозиция «Русские коллекционеры Иван Морозов и Сергей Щукин», из музеев России, посвящённая 20-летию поставок природного газа из СССР в ФРГ (572 тысячи гостей в 1993 году).
Музей поддерживается Folkwang Museumsverein e.V. (Музейное объединение Folkwang) - некоммерческим объединением граждан, меценатов и компаний, заинтересованных в искусстве. Объединение было основано 1 июня 1922 года. Согласно уставу, его основная цель - «управлять [музеем] и расширять его ... и сделать его постоянно доступным для исследований и популярных образовательных целей в виде общедоступной коллекции ". Особенностью ассоциации по сравнению почти со всеми другими музейными ассоциациями является то, что она вместе с городом Эссен является совладельцем коллекций музея Фолькванг. Ассоциация издает для своих членов собственное периодическое издание Folkwang-Mitteilungsblätter («Информационные бюллетени Folkwang»).

Посещение постоянной коллекции музея является бесплатным.

## Галерея

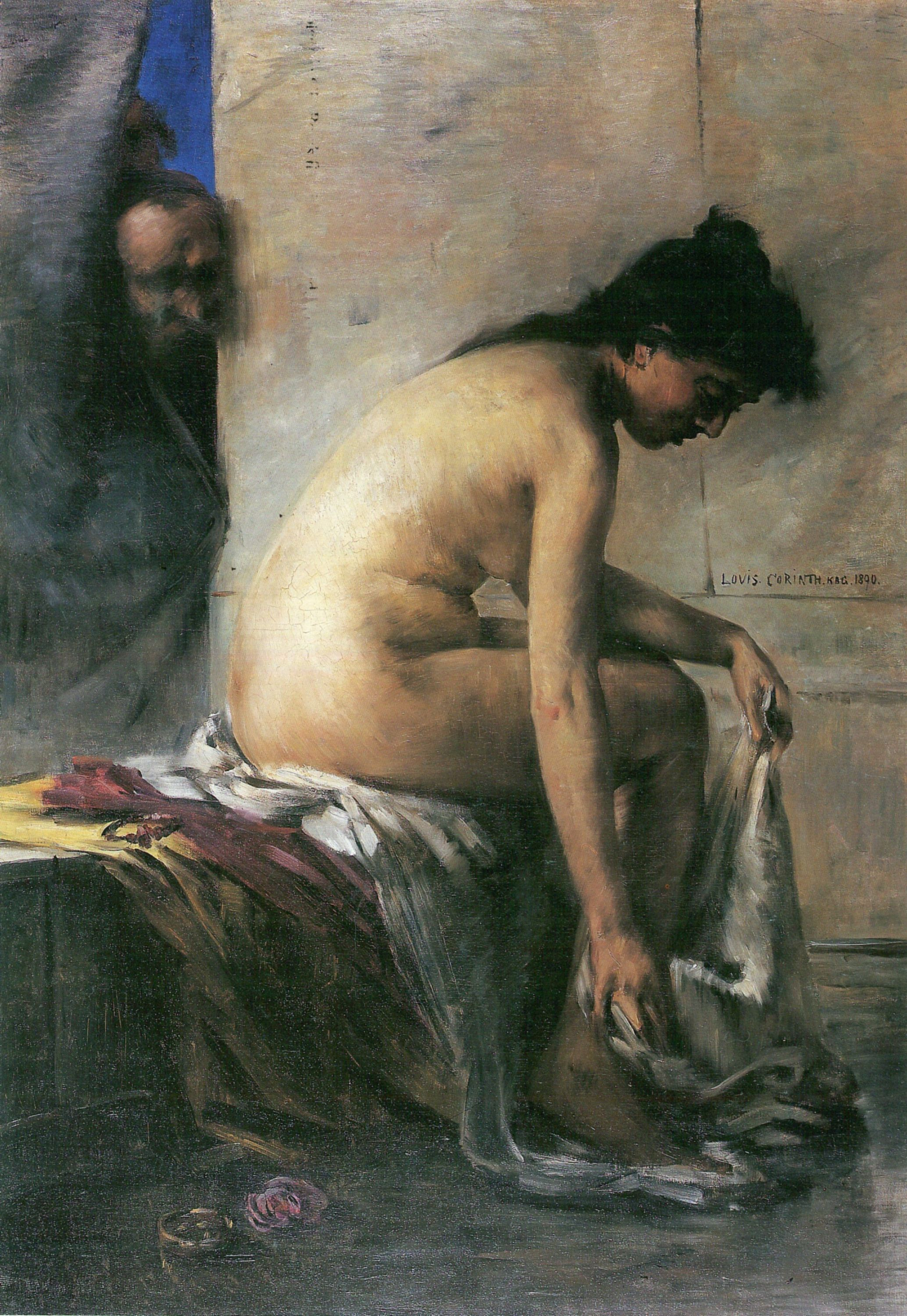
Ловис Коринт. Купание Сусанны (1890)
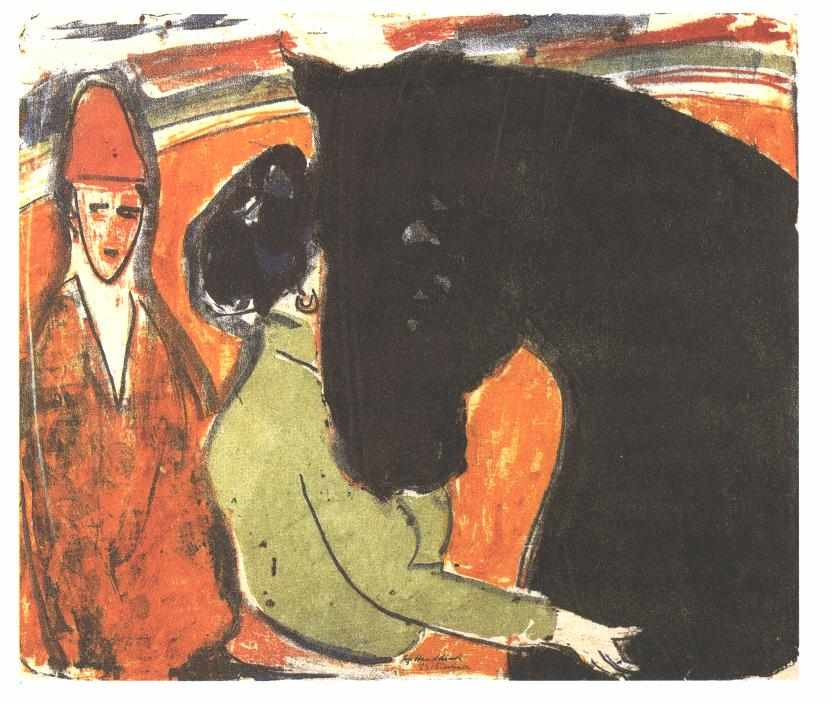
Эрнст Людвиг Кирхнер. Всадница и клоун (1907)
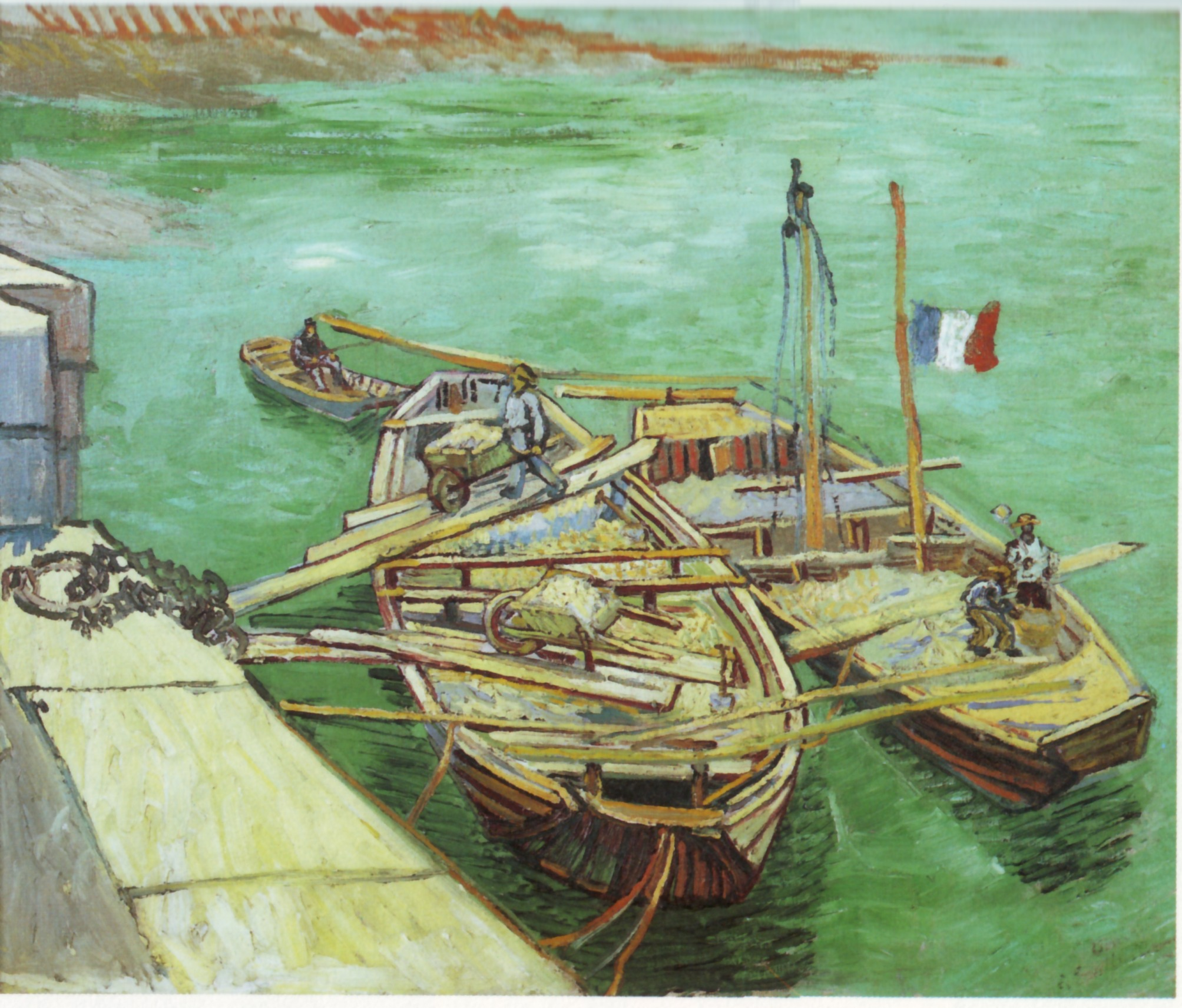
Винсент ван Гог. Барки на Роне (1888)
Каспар Давид Фридрих. Горный пейзаж с радугой (1809/1810)
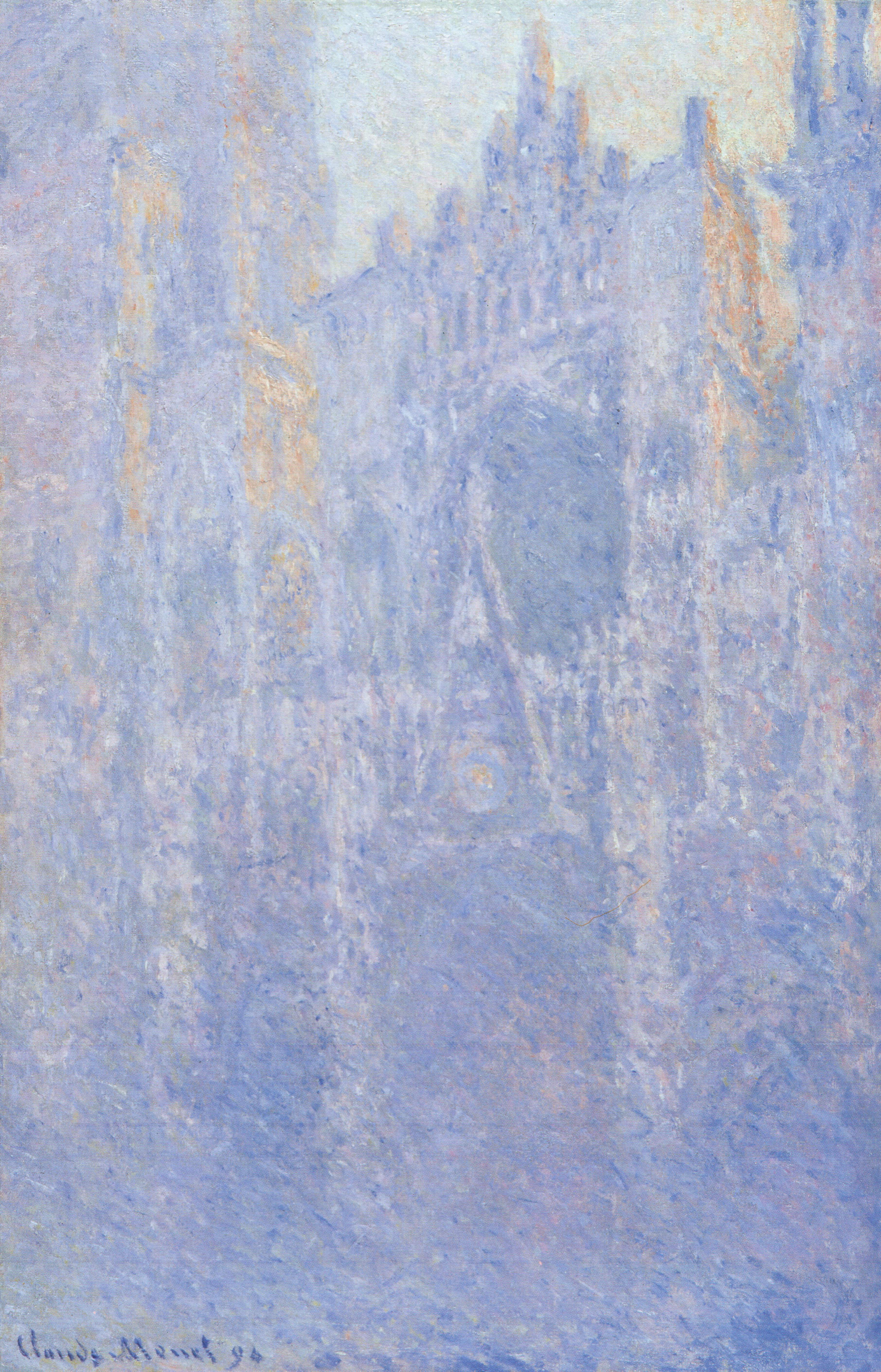
Клод Моне. Руанский собор (1892-1894)
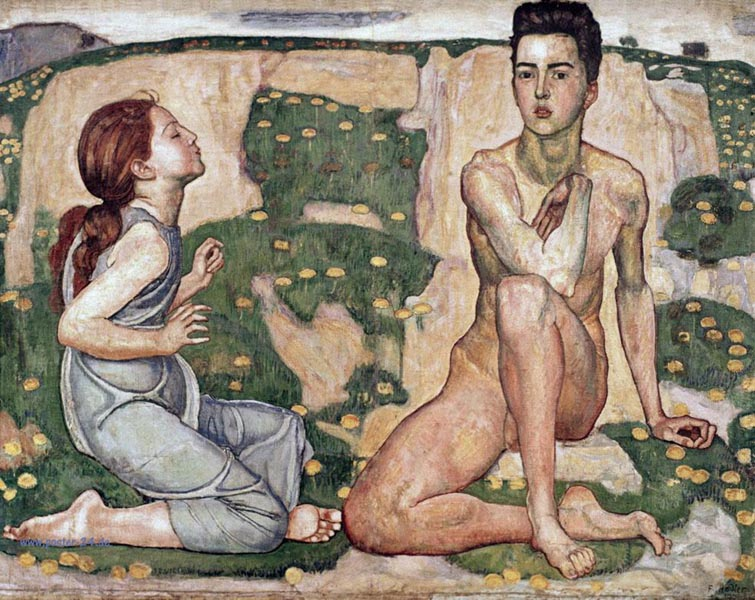
Фердинанд Ходлер. Весна (1901)
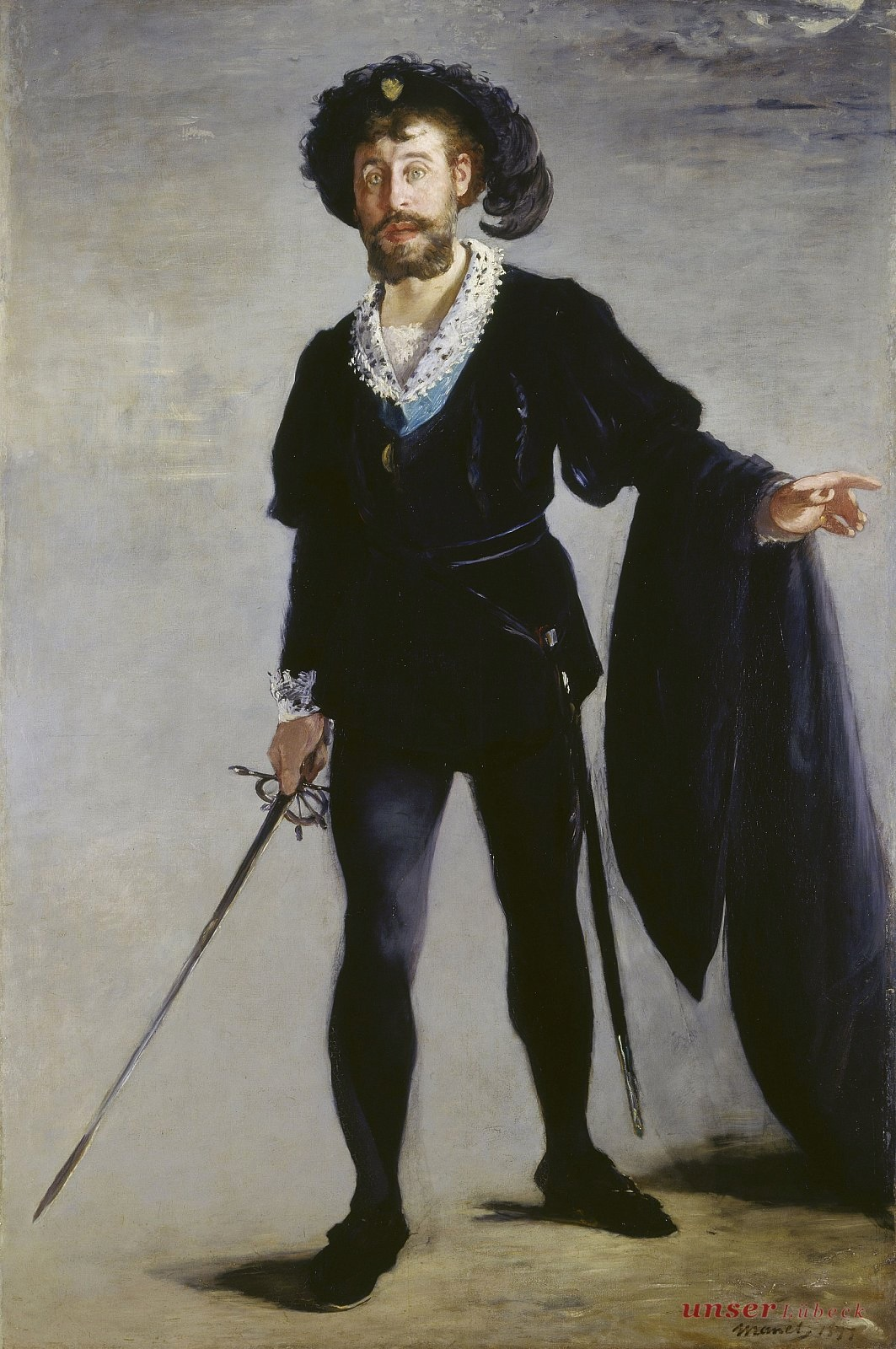
Эдуард Мане. Певец Жан-Батист Фор в роли Гамлета (1877)
Пьер-Огюст Ренуар. Лиза с летним зонтом (1867)
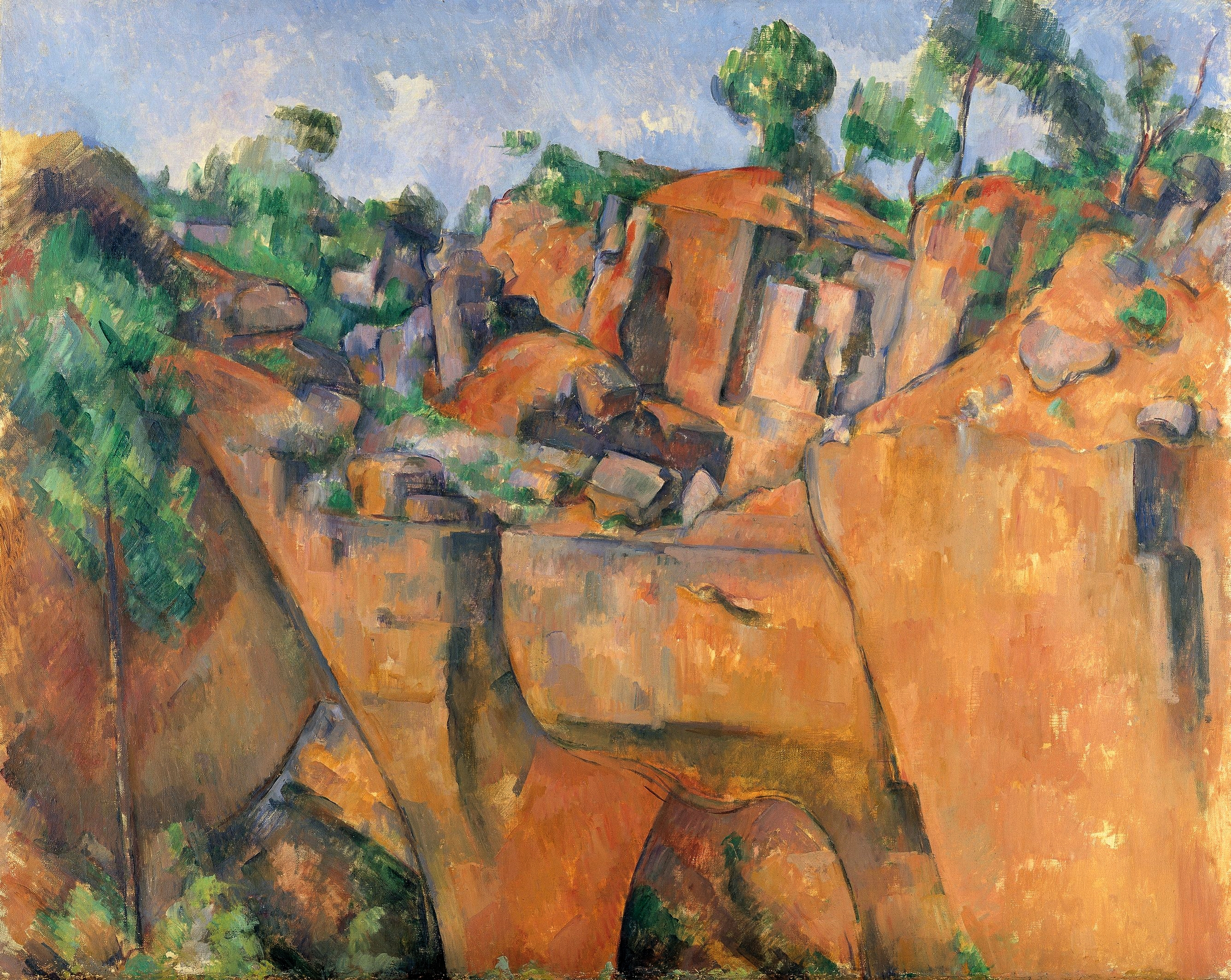
Поль Сезанн. Каменоломня Бибемус (1898)
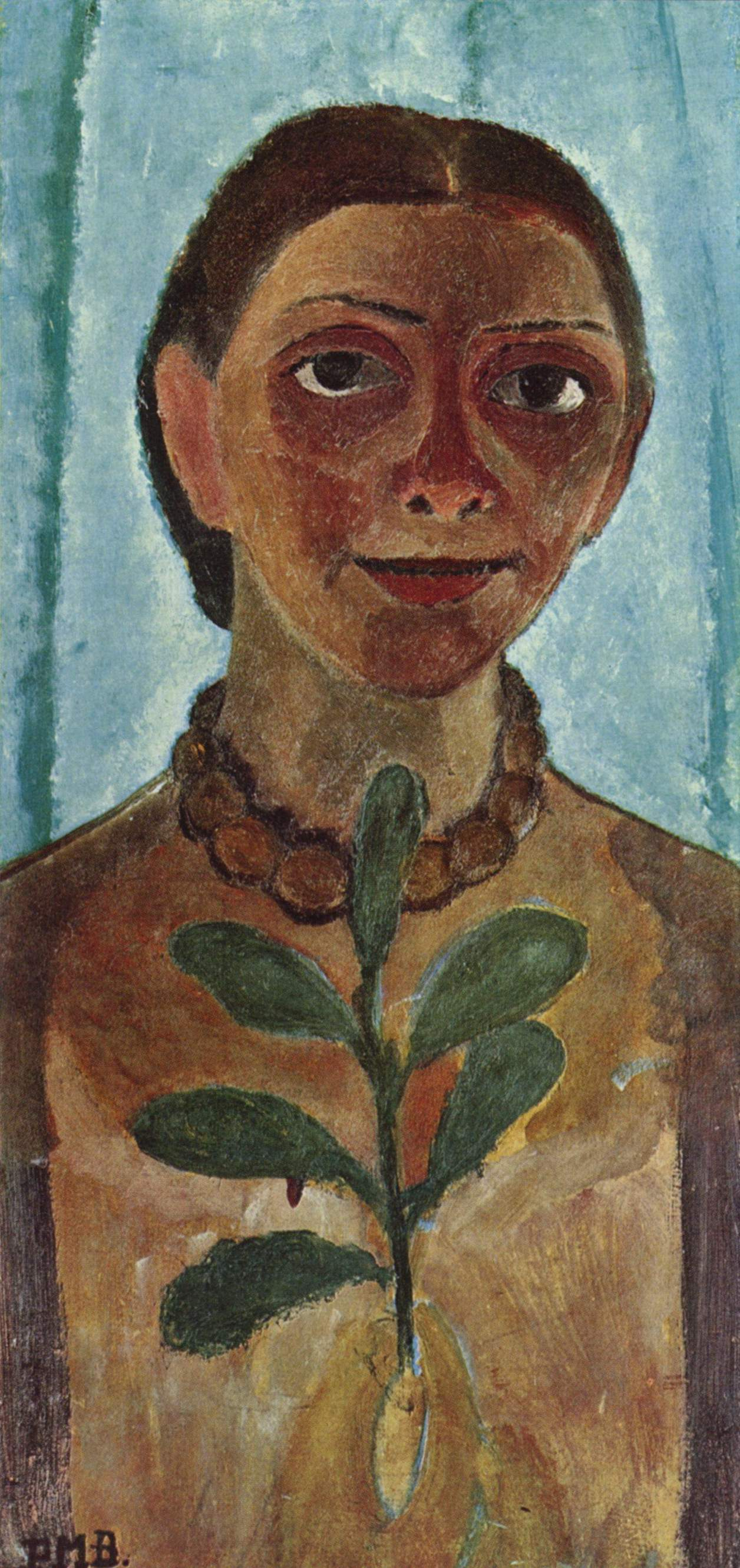
Паула Модерсон-Беккер. Автопортрет с веткой камелии, (1906/1907)
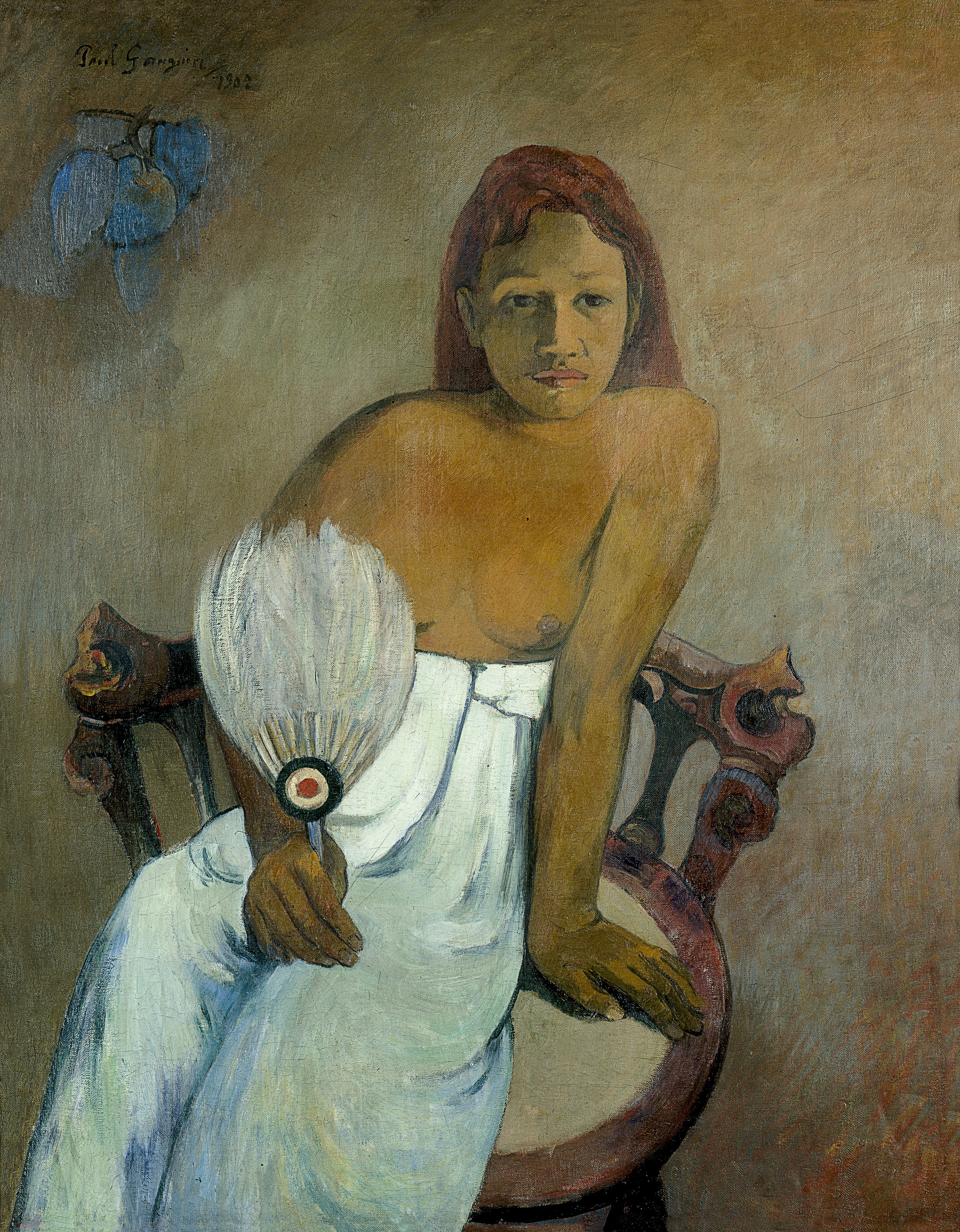
Поль Гоген. Женщина с веером (1902)
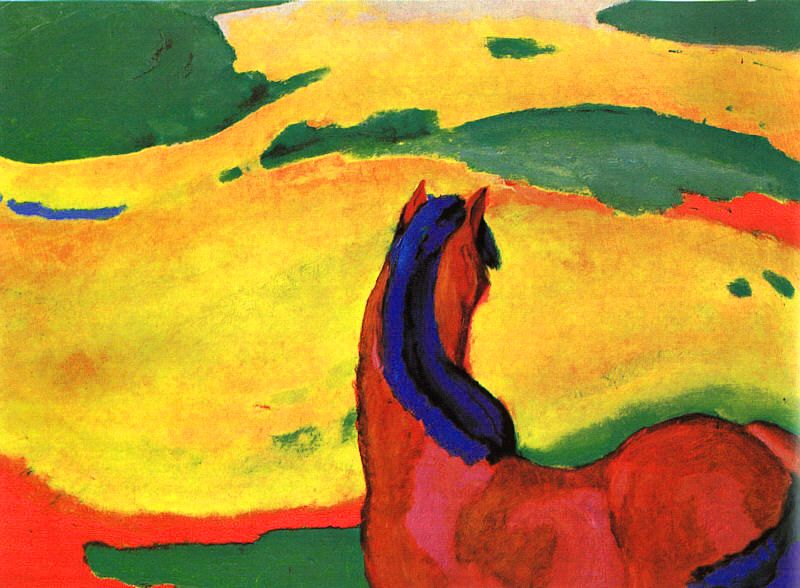
Франц Марк. Пейзаж с лошадью (1910)

## Выставки
- «Bilder einer Metropole - Die Impressionisten in Paris» (https://web.archive.org/web/20100904042807/http://www.bildereinermetropole.de/) (02.10.2010 — 30.01.2011)